# The Amazing Spider-Man 2: Rise of Electro
The Amazing Spider-Man 2 (titulada El sorprendente Hombre Araña 2: La amenaza de Electro en Hispanoamérica y The Amazing Spider-Man 2: El poder de Electro en España) es una película estadounidense basada en el cómic homónimo y es una secuela de The Amazing Spider-Man (2012). Está dirigida por Marc Webb, responsable también de la primera entrega, distribuida por Sony Pictures Releasing International y producida por Marvel Entertainment. El guion está escrito por Alex Kurtzman, Roberto Orci y Jeff Pinkner, y está protagonizada por Andrew Garfield, Emma Stone, Jamie Foxx, Dane DeHaan, Paul Giamatti, Chris Cooper, Sally Field, Colm Feore y Felicity Jones. Fue la última entrega en la serie de películas The Amazing Spider-Man
Andrew Garfield y Jamie Foxx volvieron a repetir sus respectivos papeles como Spider-Man y Electro en Spider-Man: No Way Home (2021) ambientada en el Universo Cinematográfico de Marvel, más conocido como UCM o MCU, la cual sigue los eventos de la película.

## Argumento
En el pasado, el excientífico de Oscorp, Richard Parker (Campbell Scott), graba un mensaje de vídeo para explicar su desaparición. Más tarde, él y su esposa Mary Parker (Embeth Davidtz) se hallan a bordo de un avión privado que es secuestrado por un hombre enviado para asesinarlo. Richard pelea contra el hombre, el hombre le dispara a Mary, trata de ahorcar a Richard y luego cae del avión hasta su muerte. El avión se estrella, muriendo tanto Richard como Mary.
En el presente, dos años después de su batalla contra el Dr. Curt Connors / El Lagarto, Peter Parker (Andrew Garfield) continúa luchando contra el crimen como el Hombre Araña, quien en una persecución detiene a Aleksei Sytsevich (Paul Giamatti). Más tarde, Peter se reúne con Gwen Stacy (Emma Stone) en su ceremonia de graduación de la escuela secundaria, y luego (insistiendo en mantener la promesa que le hizo a su padre) termina su relación en frente de un restaurante. Harry Osborn (Dane DeHaan) regresa a Manhattan para ver a su padre Norman Osborn (Chris Cooper), director de Oscorp, que se encuentra con una enfermedad terminal y casi deforme. Norman explica que su enfermedad es genética y que Harry está en la edad en que empieza a desarrollarse tal enfermedad. Norman le da a Harry un pequeño dispositivo que afirma contiene el trabajo de su vida, diciéndole que es el único legado que le dejará. Al día siguiente, Norman muere y Harry es nombrado nuevo director de Oscorp. Después Harry se reencuentra con Peter y retoman su amistad de hace años.
En un laboratorio de Oscorp, el ingeniero eléctrico Max Dillon (Jamie Foxx), un científico brillante pero torpe, es a menudo humillado y sometido por sus superiores, especialmente por el Dr. Alistair Smythe (B.J. Novak), que lo obliga a trabajar horas extra incluso el día de su cumpleaños. Mientras trabaja reparando una falla eléctrica, Max toca un cable de alta tensión eléctrica y sufre una brutal descarga que lo hace caer por accidente en un tanque de anguilas eléctricas de ingeniería genética. Lo atacan, y él increíblemente sobrevive, mutando y transformándose en un generador eléctrico viviente. Mientras tanto, Peter intenta mantener una amistad con Gwen, quien revela que quizás se mude a Inglaterra para cursar la universidad. Antes de que puedan hablar de ello, Dillon se adentra en Times Square, causando accidentalmente un apagón al absorber electricidad, sin embargo, es detenido por el Hombre Araña después de una batalla en la que Dillon enfurece. Dillon es llevado al Instituto Ravencroft, donde es estudiado por un científico alemán, el Dr. Kafka (Marton Csokas), quien se sorprende al hablar con Dillon y ver el alcance de sus poderes. 
Mientras tanto, los primeros síntomas de la enfermedad de Harry comienzan a notarse, y este utiliza el dispositivo que le dio su padre, descubriendo que la sangre del Hombre Araña podría salvarle la vida. Con el fin de llegar hasta el Hombre Araña para realizar una transfusión de su sangre, le pregunta a Peter quién le ha estado vendiendo fotos del Hombre Araña para el Daily Bugle, pero Peter se niega a decírselo, sin saber qué efectos tendría la transfusión. Más tarde habla con Harry como el Hombre Araña, pero todavía se niega a la transfusión, lo que hace que Harry desarrolle un intenso odio hacia el Hombre Araña. Mientras tanto, los miembros del Consejo de Oscorp, y en particular, el vicepresidente, Donald Menken (Colm Feore), le tienden una trampa a Harry para encubrir el accidente de Dillon, y lo destituyen como presidente de la compañía.
La asistente de Harry, Felicia Hardy (Felicity Jones), le informa de la existencia de un equipamiento que podría ayudarlo, por lo que Harry hace un trato con Dillon, que ahora se hace llamar "Electro", para traerlo de vuelta al interior del edificio Oscorp. Allí Harry encuentra una armadura avanzada que tiene la capacidad de regenerar heridas graves y otro equipamiento de la casa de Norman, así como el veneno de las arañas genéticamente alteradas que se creía que estaba destruido. El veneno acelera la enfermedad de Harry y lo transforma en una criatura parecida a un duende, pero el protocolo de emergencia incorporado en el traje restaura su salud y, aparentemente, cura su enfermedad; aunque los efectos del veneno afectan su salud mental.
Peter usa la información dada por su padre para localizar el mensaje de vídeo en el laboratorio oculto de una estación de metro abandonada. Richard explica que tuvo que dejar Oscorp porque se negó a cooperar con los planes de fabricación de armamento biológico de Norman. Peter se entera de que su padre usó su ADN para experimentar con las arañas genéticamente modificadas, y que los efectos del veneno no surtirán efectos positivos al 100% en nadie que no pertenezca a su linaje, por lo que Peter logra entender que de esa forma fue que obtuvo sus poderes. Luego escucha un mensaje de voz de Gwen, diciéndole que le han concedido una beca británica y que se dirige al aeropuerto teniendo que viajar antes de lo esperado. Antes de que despegue el avión, Peter llega hasta ella en el Puente de Brooklyn y le declara su amor, prometiéndole ir adonde quiera que ella vaya, y se ponen de acuerdo para ir juntos a Inglaterra.
Electro provoca otro apagón, y Peter se dispone a luchar contra él como el Hombre Araña. Gwen lo sigue, y juntos trazan un plan para restaurar la energía. En la batalla, utilizan a Electro para que él absorba su propia electricidad y así provocarle una sobrecarga, que lo acaba matando. Después, Harry transformado como el Duende Verde, llega equipado con la armadura y el armamento de su padre y, al ver a Gwen, deduce la identidad secreta del Hombre Araña y, jurando venganza por este haber rechazado la transfusión de sangre, Harry secuestra a Gwen como rehén hasta llevarla a la cima de la torre del reloj. Peter intenta persuadirlo de no lastimar a Gwen. Acto seguido, Harry y Gwen se miran y este la lanza al vacío, y rápidamente Peter la atrapa e intenta ponerla a salvo. Se inicia una feroz lucha entre Peter y Harry, este último tomando ventaja de que Peter intenta mantener a salvo a Gwen de sus ataques. Peter logra tomar ventaja golpeando a Harry y dejándolo inconsciente. Sin embargo, durante la lucha la telaraña que sostiene a Gwen se parte haciéndola caer al vacío, Peter intenta desesperadamente salvarla lanzando una vez más su telaraña hacia ella, logrando sujetarla, pero es demasiado tarde y Gwen acaba golpeándose la cabeza contra el suelo y termina muriendo instantáneamente. Peter intenta reanimarla sin éxito, pero no lo consigue y rompe en llanto tras descubrir que murió.
Días más tarde, Peter, aún sumido en la depresión por no cumplir la promesa del padre de Gwen de protegerla, decide terminar su carrera como el Hombre Araña y visita constantemente la tumba de Gwen. Cinco meses después, Harry hace frente a las secuelas de su transformación durante su encarcelamiento en Ravencroft. Su asociado, Gustav Fiers (Michael Massee), visita a Harry y el par discute la formación de su propio equipo con el fin de llevar a cabo sus propios fines. Harry ordena a Fiers comenzar con Aleksei Sytsevich, y Fiers hace que Sytsevich escape de la Bóveda. Equipado con una poderosa armadura robótica, Sytsevich se llama a sí mismo Rhino y provoca destrozos y alboroto por las calles. Los policías no parecen detenerlo con sus disparos, cuando un niño llamado Jorge (un amigo de Peter, a quien conoció mientras lo defendía de unos bullys) vestido con un disfraz del Hombre Araña se mete a una lucha desigual contra Rhino. Sorpresivamente, aparece Peter de nuevo como el Hombre Araña para agradecerle por ser valiente y mantener a Rhino ocupado, el niño ve con alegría como su héroe regresó a la acción, y así Peter inspirado por el discurso de graduación de Gwen, retoma su carrera como el Hombre Araña y se enfrenta a Rhino de forma violenta. 

### Créditos
Durante los créditos, se escucha la canción de Alicia Keys llamada «It's On Again», momento en que se ven imágenes de los villanos que formarían parte de los Seis Siniestros. En la parte final de la música, además del planeador del Duende Verde y la armadura de Rhino (los cuales ya se vieron en la película), también se pueden ver los tentáculos mecánicos del Doctor Octopus, las alas del Buitre (estas se vieron en una escena también), una especie de logo que parece un animal insinuando a Kraven el Cazador y finalmente una especie de humo, el cual se trata de Mysterio o del Camaleón. Estos personajes aparecerían en el spin-off de los Seis Siniestros, el cual sería dirigido y escrito por Drew Goddard. Pese a que el director Marc Webb dijo que también dirigiría la tercera parte de la saga, que le gustaría adaptar a Kraven y que estaba teniendo planes para el Doctor Octopus y el Buitre; tanto la tercera entrega como el spin-off de los Seis Siniestros fueron cancelados debido a que los derechos cinematográficos del personaje de Spider-Man serían compartidos con Marvel Studios, dando pie a otro reinicio del personaje.

### Escena poscréditos
Al final de la película, en la escena poscréditos, aparece un clip de la película en el que se ve a Mystique (Jennifer Lawrence) ayudando a escapar a un grupo de mutantes de las instalaciones militares de William Stryker (Josh Helman). Este clip es producto de un trato entre Webb y 20th Century Fox; ya que Fox le permitió dirigir The Amazing Spider-Man 2 a cambio de un favor; porque este iba a dirigir la secuela de (500) Days of Summer. Esta escena causó mucha confusión en los admiradores; debido a que los derechos cinematográficos de los X-Men pertenecían en ese entonces a Fox y los de Spider-Man pertenecían a Sony, generando las especulaciones de un universo compartido entre las dos empresas, cosa que se desmintió rápidamente. Esta escena no aparece en el Blu-ray de la película.

### Escenas eliminadas
En el material adicional de vídeo doméstico (DVD y Blu-Ray) se incluyeron algunas de estas escenas eliminadas del metraje final:
- Descubrimiento de la cabina del piloto: En esta escena se muestran más partes sobre cómo murieron Richard y Mary Parker en el avión. Aunque esto haya sido censurado, no afecta en nada al desarrollo de la película.
- En la graduación: En esta escena, Peter y Gwen se encuentran conversando después de haberse graduado, seguidamente aparece Flash Thompson (Chris Zylka) interrumpiendo la charla, ahí se aprecia que Peter y Flash finalmente son amigos. Cuando Flash se aleja, la familia Stacy invita a Peter a tomarse una foto con ellos.
- La madre de Max: En esta escena, Max vive con su madre revelándose que dedica gran parte de su tiempo a cuidarla porque se encuentra delicada de salud. Sin embargo, Max es constantemente maltratado por su madre, la cual lo llama "idiota" todos los días. Además, ella no se acuerda del cumpleaños de su hijo, a pesar de que él trata de recordárselo.
- La madre de Max nunca estuvo enferma: En otra escena, Max (ya convertido en Electro) se entera de que su madre en realidad nunca estuvo enferma, ya que ella solo fingía para evitar tener que trabajar y así su hijo se hiciera completamente cargo de ella. Y lo peor de todo es que ella estaba sumamente feliz al haber recibido dinero de Oscorp por la "muerte" de Max en sus instalaciones, además de que compraron su silencio para que no dijera nada al respecto. Esta habría sido la principal razón por la que Max se convertiría en villano.
- Violencia en la morgue: En esta escena se puede ver a Max en una morgue luego de haber sufrido el accidente en Oscorp, que lo transformó en un ser hecho de electricidad, el encargado (Daniel Raymont) está a punto de incinerarlo para no dejar rastros de él, pero accidentalmente es electrocutado. Max despierta y escapa de la morgue poniéndose una capucha.
- Extrañándose el uno al otro: En esta escena se muestra a Peter en su habitación, al igual que Gwen, y ambos comienzan a pensar en su relación. Para distraerse, Peter comienza a escuchar música e investiga más acerca del maletín de su padre.
- Peter visita a Harry: En esta escena, Peter se encuentra dentro de Oscorp para hablar con Harry acerca de su extraña llamada, Felicia lo recibe y enseguida se lo lleva con él. Al llegar, Harry le muestra a Peter el prototipo de un traje militar en el cual Oscorp ha estado trabajando. Luego ocurre una discusión entre Peter y Harry acerca de Oscorp, que lo ha estado vigilando hace varios años por razones desconocidas, enseguida ellos ven una grabación acerca del trabajo que Richard Parker y Norman Osborn habían hecho.
- Aceptación a Oxford: En esta escena Gwen es aceptada para la Universidad de Oxford, por lo tanto se tiene que ir a Inglaterra.
- ¿Está Peter en casa?: En esta escena, Gwen va a la casa de Peter para despedirse de él, ella se encuentra con la tía May (Sally Field) quien le dice que Peter ha salido, Gwen lo entiende y luego se va. En otra escena, Peter regresa a casa, ahí su tía May le dice que Gwen había venido a despedirse de él.
- Buscando a Gwen: Al enterarse de que Gwen se dirige al aeropuerto, Peter aparece como Spider-Man buscándola por varios lugares. Luego de hacer eso, escribe con sus telarañas las palabras «I LOVE YOU» (TE AMO) en el puente de Brooklyn dirigiéndose a Gwen.
- El nacimiento del Duende: En esta escena se muestra a Harry transformándose en el Duende Verde con unos cambios físicos terribles, como sus dientes, ojos y uñas. Debido al dolor que sufre, Harry decide usar el traje militar de Oscorp para sanar sus heridas, y luego ataca a unas fuerzas armadas llamadas por Donald Menken.
- Reencuentro de Felicia y Harry: En esta escena se puede observar a Harry provocando mucho pánico en Oscorp, con todo el personal siendo evacuado del edificio. En un momento Felicia se encuentra con Harry, pero en ese instante, Harry se mira en el reflejo del vidrio que los separa a ambos y queda horrorizado al ver en qué se convirtió. Harry muy molesto le dice a Felicia que se vaya, por lo que ella obedece.
- El Duende mata a Menken: En esta escena, luego de hablar con Felicia, Harry aún en Oscorp acorrala a Donald Menken, él se lo lleva a lo alto de dicho lugar y lo suelta para concluir con su ansiada venganza además de que al tirar a Menken, Harry se ríe diabólicamente dando a entender que en realidad su personalidad humana como Harry Osborn había muerto, dando paso completamente al Duende Verde.
- Peter le da una paliza al Duende Verde: En esta escena, una versión extendida de la muerte de Gwen, Harry se burla de Peter por no haberla salvado a tiempo. Peter lleno de ira, decide vengarse dándole una paliza a Harry.
- Peter conoce a su padre: En esta escena, se muestra a Peter visitando la tumba de Gwen una gran variedad de veces, en una de ellas se le aparece Richard Parker revelándole que sigue vivo y también que sabe que él es Spider-Man. Ambos comienzan a conversar acerca de su ausencia y cuando Richard logra motivar a Peter de seguir siendo Spider-Man, todo parece estar solucionado. Sin embargo, esta escena es cambiada por el discurso de Gwen en el día de graduación, que logra motivar a Peter a volver a ser Spider-Man.
- ¿Es Mary Jane Watson?: Durante el rodaje se había contratado a la actriz Shailene Woodley para interpretar a Mary Jane Watson, sin embargo, sus pocas escenas fueron eliminadas, ya que Marc Webb pensó que el personaje no aportaba mucho al conflicto entre Peter y Gwen.
- Norman Osborn está vivo: En una escena poscréditos, Gustav Fiers habla con una cabeza congelada y le dice que es hora de despertar, resultando tratarse de Norman Osborn, esto hacia referencia a que en la película Seis Siniestros Cooper podría interpretar al nuevo Duende Verde.
- ¿Aparece Venom?: En la escena donde Gustav Fiers camina en Oscorp y aparecen referencias a los futuros villanos de Seis Siniestros, se puede ver un líquido negro al lado de las alas del Buitre, que resulta ser Venom, un experimento de Oscorp sacado de la muestra de sangre de Spider-Man, esta escena fue cambiada.

## Reparto
- Andrew Garfield como Peter Parker / Spider-Man, un joven estudiante el que durante una visita a Oscorp, por curiosidad entra en una sala de experimentos con arañas, y cuando es mordido por una, provoca que adquiera poderes arácnidos, convirtiéndose así en Spider-Man. Él recuerda la promesa que le hizo al padre de Gwen, por lo que intenta alejarse de ella para mantenerla a salvo.
- Emma Stone como Gwen Stacy, una joven rubia, compañera de clases y el primer gran amor de Peter, que luego de graduarse, obtendrá un puesto de trabajo en Oxford, Inglaterra.
- Jamie Foxx como Maxwell Dillon / Electro, un electricista de Oscorp, que durante toda su vida a nadie le ha importado y al que siempre le han robado sus ideas en la empresa en la que trabaja. Tras recibir un choque bioeléctrico luego de intentar poner una especie de contenedor de energía y caer a un tanque llena de anguilas experimentadas con bioelectricidad, este recibirá nuevos poderes de pura bioelectricidad, convirtiéndose así en Electro.[10]
- Dane DeHaan como Harry Osborn / Duende Verde, un joven millonario, y el mejor amigo de Peter, que después de terminar con sus estudios, regresa a Nueva York para ayudar a su enfermizo padre, Norman Osborn. Luego de que este falleciera y sabiendo que su enfermedad es hereditaria, necesitará la sangre de Spider-Man para curarse, por lo cual utilizará un extraño suero y robará una armadura incompleta y un planeador, convirtiéndose en el Duende Verde.
- Campbell Scott como Richard Parker, el padre de Peter.
- Embeth Davidtz como Mary Parker, la madre de Peter.
- Paul Giamatti como Aleksei Sytsevich / Rhino, un mafioso y ladrón ruso, que tras ser detenido por Spider-Man luego de un robo de una fórmula de plutonio de Oscorp, este obtendrá gracias a Harry una superarmadura de puro metal con apariencia de rinoceronte y misiles, llamándose ahora Rhino.[11]
- Chris Cooper como Norman Osborn, el padre de Harry, presidente y fundador de Oscorp. Él presenta una grave enfermedad, por lo que fallece, haciendo su presencia momentánea en la película. De hecho, no aparece acreditado.
- Sally Field como May Parker, la tía de Peter, que lo ayudará a encontrar pistas sobre la muerte de sus padres.[12]
- Colm Feore como Donald Menken, el jefe de la junta directiva de Oscorp.
- B.J. Novak como Alistair Smythe, el jefe de Max en Oscorp.
- Felicity Jones como Felicia Hardy, la asistente personal de Norman y posteriormente de Harry.[13][14]
- Marton Csokas como Dr. Kafka, el director general de Ravencroft, que se encarga de experimentar la naturaleza de Electro.
- Denis Leary como el capitán George Stacy, el padre de Gwen que fue asesinado 2 años antes por el Lagarto. Sólo aparece siendo visto por Peter, creyendo que lo está vigilando para que cumpla la promesa que le hizo.[15]

## Producción
En marzo de 2011, James Vanderbilt fue contratado para escribir la secuela de The Amazing Spider-Man (2012), después de escribir el guion de la predecesora, antes de que Roberto Orci y Alex Kurtzman fueran contratados para reescribir el primer borrador al año siguiente, a los que más tarde se unió Jeff Pinkner; el crédito del guion fue para Kurtzman, Orci y Pinkner, y el crédito de la historia en pantalla para el trío y Vanderbilt.ref name="TAS sequel">Kit, Borys; Fernandez, Jay A (24 de marzo de 2011). «James Vanderbilt returning to pen sequel». The Hollywood Reporter. Archivado desde el original el 6 de junio de 2011. Consultado el 24 de marzo de 2011.</ref> El villano de la secuela fue objeto de burlas en la película de 2012. Webb declaró que la historia del origen se desarrollaría más en la segunda entrega. En junio de 2012, Webb dijo que no estaba seguro de si regresaría,aunque se confirmó el 28 de septiembre de 2012 que volvería a dirigir la secuela.ref name="Garfield & Webb return">«Andrew Garfield & Marc Webb Return For 'Amazing Spider-Man 2'». Huffington Post. 28 de septiembre de 2012. Archivado desde el original el 13 de diciembre de 2013. Consultado el 28 de septiembre de 2012.</ref> Afirmó que "quería crear un universo que no sólo pudiera resistir sino también anticipar historias futuras" y al mismo tiempo "funcionar por sí mismo para una película". Andrew Garfield también había expresado su esperanza de repetir su papel, y en septiembre de 2012, se confirmó que lo haría. Más tarde se confirmó que Emma Stone repetiría su papel de Gwen Stacy, tras haber firmado un contrato para dos secuelas de "Amazing Spider-Man".ref name=emmastoney/> El traje fue completamente rediseñado para ser más fiel a los cómics, siguiendo la reacción mixta del traje de la primera película. Las lentes de los ojos se cambiaron para que fueran mucho más grandes y de un blanco sólido, mientras que se utilizaron telas serigrafiadas especiales para permitir que el color del traje cambiara en diferentes escenarios de iluminación. Los lanza-telarañas también se modificaron para que se adaptaran mejor al traje.

### Filmación

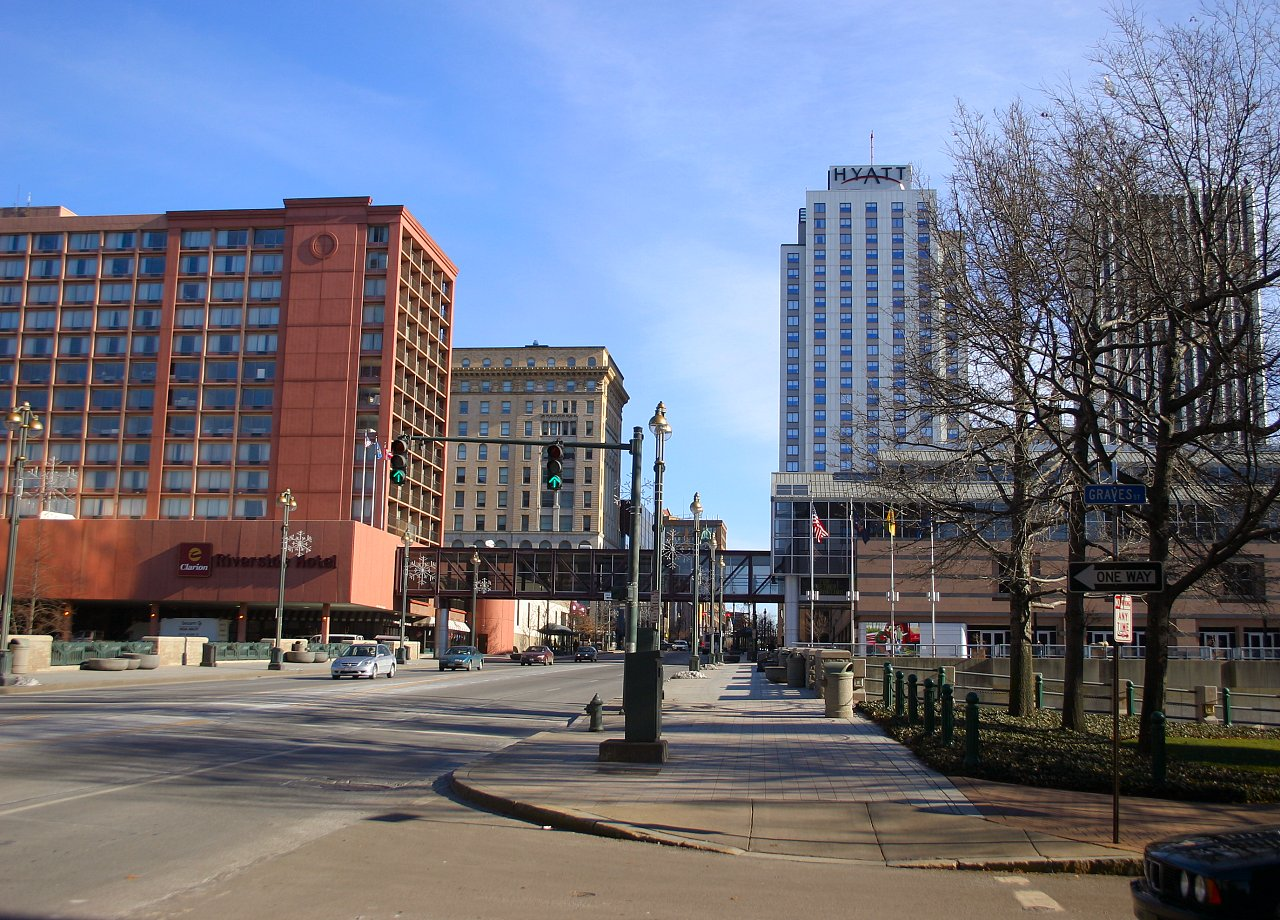
Las escenas principales se filmaron en Rochester.

El 4 de febrero de 2013, Marc Webb publicó en su cuenta de Twitter que el rodaje comenzó. También confirmó que la secuela se está rodando en 35mm en el formato anamórfico, en lugar de ser filmada digitalmente como la película anterior. Sony reveló que esta sería la primera película de Spider-Man que se filmará enteramente en Nueva York, y ´que será la producción de cine más grande en la ciudad de Nueva York. Su decisión de cuándo y dónde se filmó polémica suscitada en Williamsburg, Brooklyn, debido a filmar cerca de Passover, que ellos creen que va a causar problemas con el aparcamiento. La compañía rodaje decidió trabajar con la comunidad y se ha comprometido a ajustar sus actividades de producción para Passover. El set de fotos indican que la Universidad Estatal de Nueva York Maritime College se utiliza para representar el Instituto Ravencroft en la película. Rochester se utiliza para filmar una escena de persecución de coches, ya que las leyes de velocidad son menos restrictivas en el norte del estado de Nueva York.
El 1 de marzo, se filmó una escena de la película en el salón de té Nom Wah de Chinatown de Nueva York. Por lo tanto, la calle Doyers se cerró durante el día de la filmación y los negocios de la calle recibieron una compensación por las molestias. Emma Stone y Andrew Garfield se fueron visto vestidos con uniformes de graduación, lo que sugiere que se graduarán. El 2 de junio de 2013, establecidos fotos revelaron que Denis Leary se retomará su papel como el capitán George Stacy.
El 25 de junio, Webb reveló que la filmación había terminado en su cuenta de Twitter.

## Música
El 20 de julio de 2013, Webb anunció que Hans Zimmer compondrá la música para la película, en sustitución de James Horner, el compositor de la primera película, Recientemente se lanzó en la página oficial de The Amazing Spiderman 2 un tipo de muestra de Banda sonora en relación con Hans Zimmer.
La banda australiana Tonight Alive lanzó el sencillo «The Edge», que está incluido en la banda sonora. Además de la canción de Phillip Phillips Gone, Gone, Gone momento en el que Peter decide tramar un plan para no perder a Gwen, y la canción postcréditos de Alicia Keys y Kendrick Lamar «It's On Again», seguida de la canción «Honest» de la banda de rock alternativo The Neighbourhood (The NBHD).

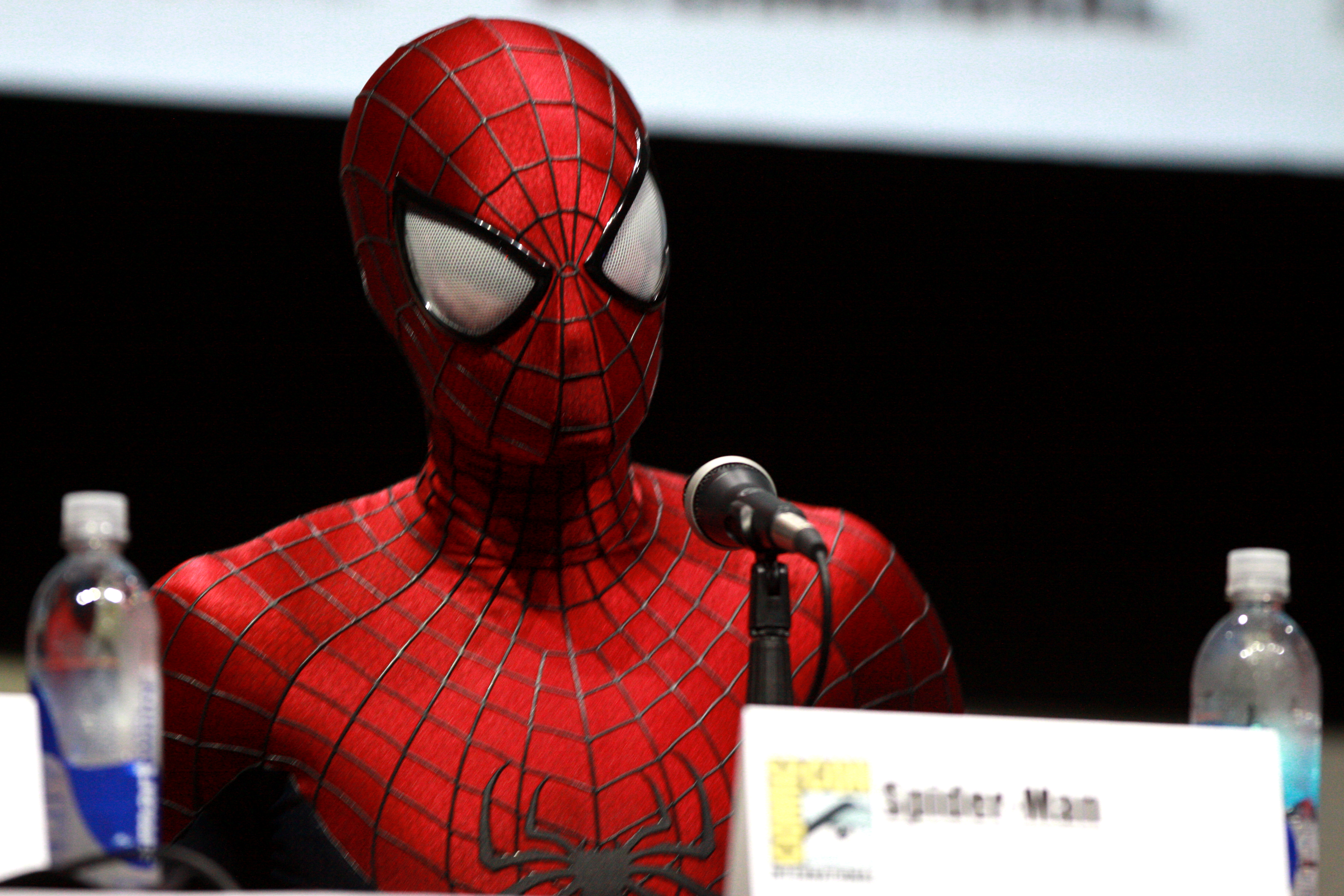
Un actor personificando a Spider-Man en la Comic-Con de San Diego en 2013, promocionando la película.

## Promoción

### Avances
El 17 de julio de 2013, Sony lanzó un clip de la película o Electro para fomentar la asistencia a su panel en el San Diego Comic-Con International. En el panel se estrenó un avance de cuatro minutos, que no se hizo público.
El 18 de diciembre apareció un nuevo promocional en el que se puede ver más a los otros dos villanos que acompañarán a Electro, El Duende Verde y Rhino.
Se utilizó un presupuesto aproximado de 180-190 millones para la publicidad de la película, añadiéndose al presupuesto de esta misma.

## Recepción
La película recibió críticas mixtas a positivas de parte de la crítica, así como de la audiencia y los fanes. En la página web Rotten Tomatoes tiene una aprobación de 53%; con una calificación de 5.9/10, basada en una suma de 256 reseñas. Su consenso dice: "Mientras que el reparto es excepcional y los efectos especiales son de primera categoría, la última entrega de la saga de Spider-Man sufre de una narrativa fuera de foco y una sobreabundancia de personajes".
En el sitio Metacritic tiene una puntuación de 53/100. Las audiencias de CinemaScore le dan una calificación de "B+" en una escala de A+ a F, mientras que en IMDb los usuarios le dan una puntuación de 6.7/10, basada en más de 300 000 votos. Sensacine le da una calificación de 3.8/5, diciendo que "este Spider-Man le encanta a la época juvenil y a los amantes de la pasada trilogía del héroe".
En Film Affinity le dan una calificación de 6.1/10 basada en más de 13 000 votos.

### Blu-ray y DVD
A pesar de la baja recepción en taquilla, en comparación a lo esperado, las ventas de formato Blu-ray y DVD, hasta el 24 de enero de 2015, recaudaron 24 640 573 USD y 19 802 759 USD respectivamente, recaudando un total de 44 443 332 USD.

## Premios y nominaciones
| Año  | Premiación          | Categoría                                                    | Receptor                          | Resultado |
| ---- | ------------------- | ------------------------------------------------------------ | --------------------------------- | --------- |
| 2014 | Teen Choice Awards  | Mejor película de ciencia ficción y fantasía                 | El sorprendente hombre araña 2    | Nominada  |
| 2014 | Teen Choice Awards  | Mejor actor de ciencia ficción y fantasía                    | Andrew Garfield                   | Nominado  |
| 2014 | Teen Choice Awards  | Mejor actriz de ciencia ficción y fantasía                   | Emma Stone                        | Nominada  |
| 2014 | Teen Choice Awards  | Mejor villano de película                                    | Jamie Foxx                        | Nominado  |
| 2014 | Teen Choice Awards  | Mejor película: Liplock                                      | Andrew Garfield y Emma Stone      | Nominados |
| 2015 | Kid's Choice Awards | Película favorita                                            | El sorprendente hombre araña 2    | Nominado  |
| 2015 | Kid's Choice Awards | Actor de película favorito                                   | Jamie Foxx                        | Nominado  |
| 2015 | Kid's Choice Awards | Actriz de película favorita                                  | Emma Stone                        | Ganadora  |
| 2015 | Kid's Choice Awards | Estrella masculina de acción favorita                        | Andrew Garfield                   | Nominado  |
| 2015 | Kid's Choice Awards | Villano favorito                                             | Jamie Foxx                        | Nominado  |
| 2015 | Premios Saturno     | Mejor adaptación de cómic a película                         | El sorprendente hombre araña 2    | Nominado  |
| 2015 | Premios ASCAP       | Películas de taquilla                                        | El sorprendente hombre araña 2    | Ganadora  |
| 2015 | Premios ASCAP       | Honores ASCAP a los mejore compositores de cine y televisión | Hans Zimmer y Los Seis Magníficos | Ganadores |